# Phintella accentifera
Phintella accentifera là một loài nhện trong họ Salticidae.
Loài này thuộc chi Phintella. Phintella accentifera được Eugène Simon miêu tả năm 1901.